# Old Government House and Government Domain

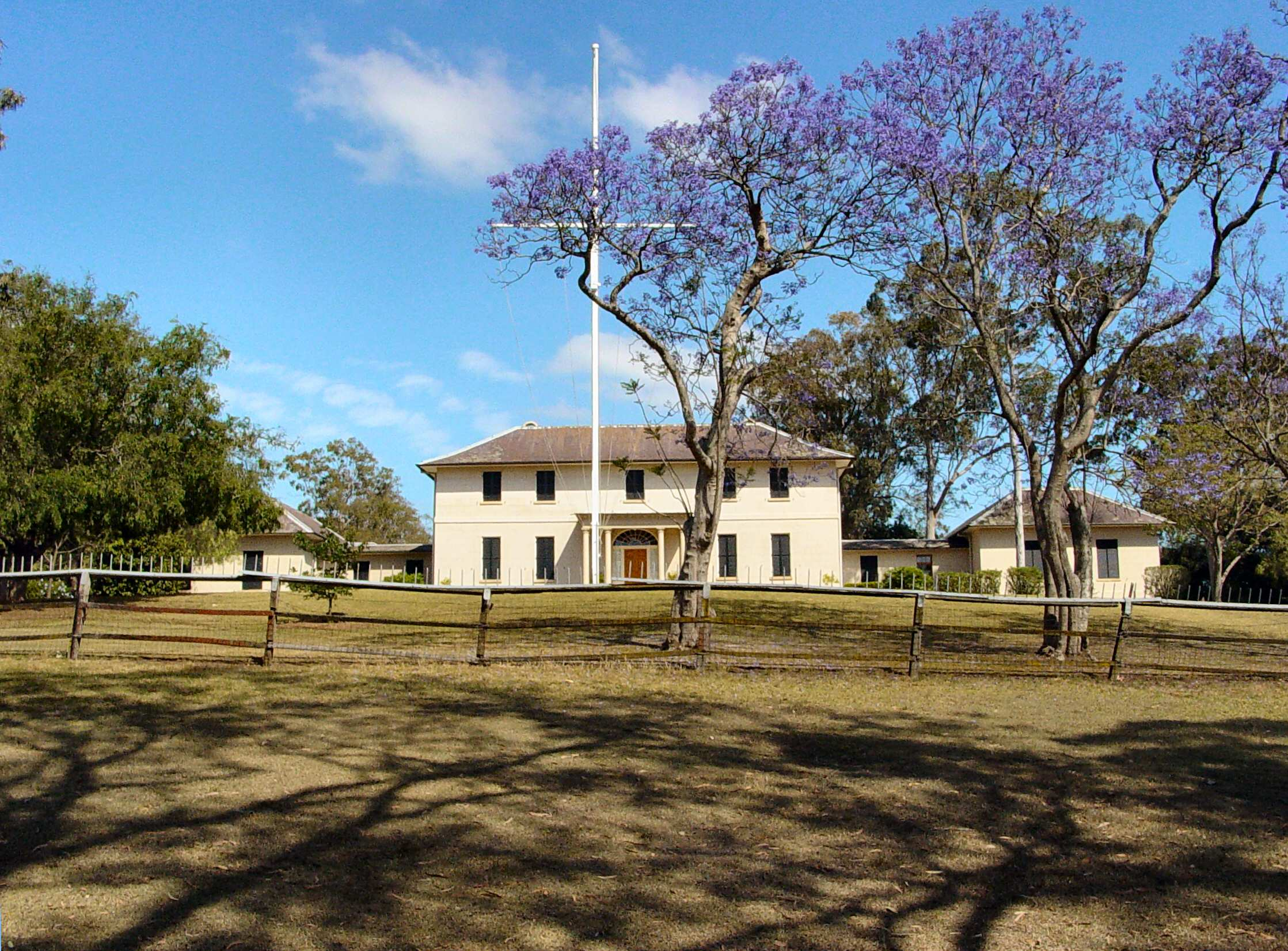
Ansicht des Old Government House

Das Old Government House and Government Domain ist ein denkmalgeschütztes Ensemble von Old Government House, Nebengebäuden und Parramatta Park in Parramatta, heute ein Vorort von Sydney in New South Wales, Australien. Die Gebäude bildeten in der Zeit von 1788 bis 1865 die Residenz von zwölf der frühen Gouverneure von New South Wales.
Das Old Government House ist Australiens ältestes öffentliches Gebäude. Es wurde 1799 im Auftrag von Gouverneur John Hunter errichtet und war später die ständige Residenz von Gouverneur Lachlan Macquarie, der die Nebengebäude erbauen ließ.
Aufgrund seiner nationalen und internationalen Bedeutung ist das Gebäude mit seinem 1,1 km² großen Park am 1. August 2007 als Ensemble in der Nationalen Denkmalschutzliste und am 31. Juli 2010 in der Liste des UNESCO-Weltkulturerbes eingetragen worden. Es ist ein Beispiel für ein Georgianisches Bauwerk von hoher baulicher Qualität. Es wurde von Sträflingen erbaut und ist eines von elf Gebäuden, die als Australian Convict Sites die Baukultur des frühen New South Wales als australische Sträflingskolonie dokumentieren.
In diesem Gebiet lebten die Aborigines der Darug, deren ehemalige Anwesenheit durch archäologische Befunde (historische Abfallhaufen im Park) nachgewiesen ist. Ein Teil der in den Abfallhaufen aufgefundenen Muscheln wurde zur Herstellung von Kalkmörtel zum Bau des Gebäudes genutzt.

## Touristische Information
Das Gebäude ist bei Gruppenanmeldung zu besichtigen.